# Liste der Ehrenzeichen der NSDAP

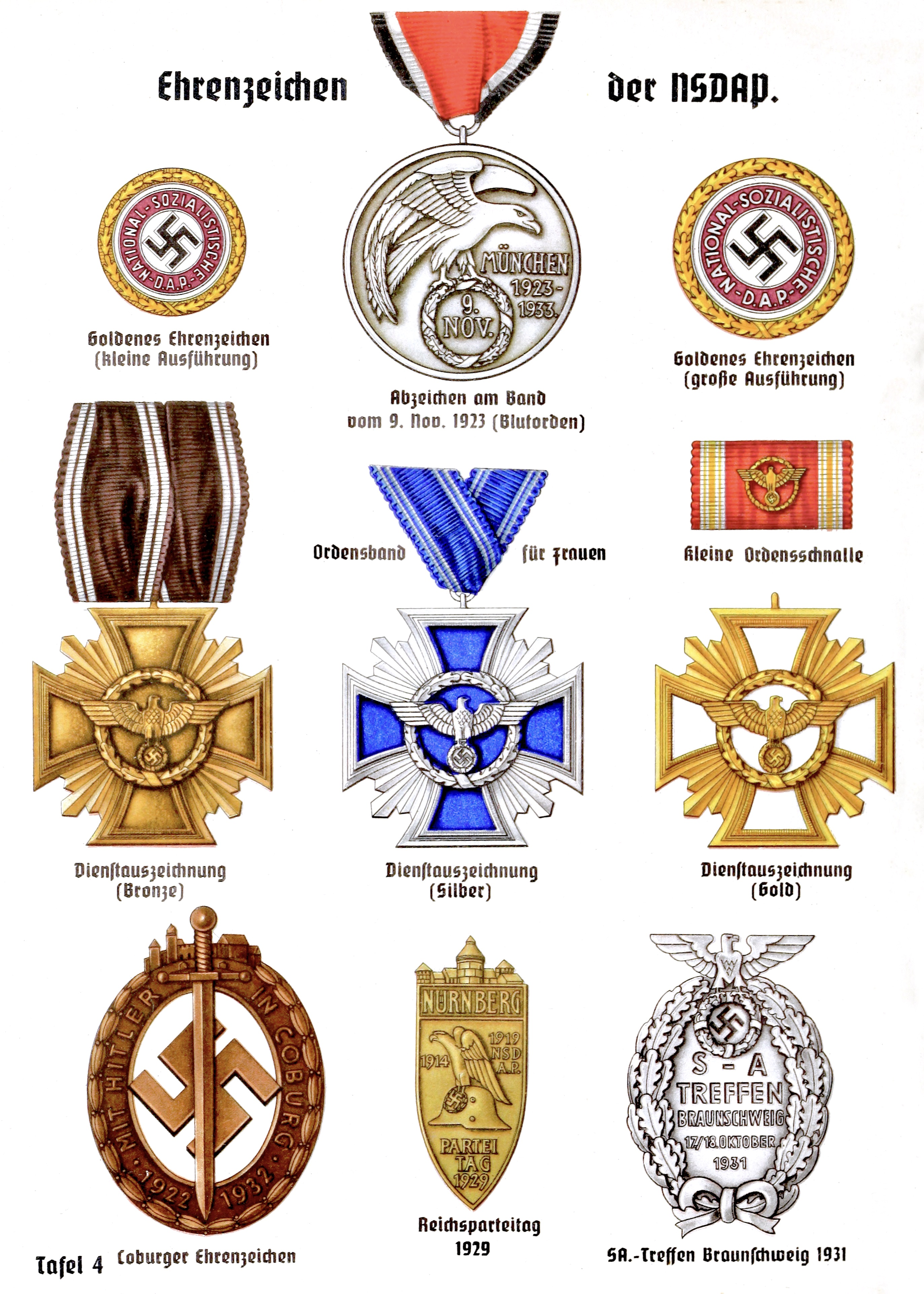
Abbildung diverser Auszeichnungen der NSDAP, 1943

Die Ehrenzeichen der NSDAP umfassen jene Orden und Ehrenzeichen, die während der Zeit des Nationalsozialismus im Deutschen Reich unmittelbar durch die Nationalsozialistische Deutsche Arbeiterpartei (NSDAP) verliehen wurden.
Die zahlenmäßig meisten Auszeichnungen dieser Gruppe richteten sich an jene „Parteigenossen“, die der NSDAP bereits vor der nationalsozialistischen „Machtergreifung“ beigetreten waren (sogenannte „Alte Kämpfer“) oder in ihrem Sinne aktiv gewesen waren, doch waren sie nicht exklusiv auf diesen Personenkreis beschränkt.
Unter den Ehrenzeichen der NSDAP kam dem Deutschen Orden, dem Blutorden sowie dem Goldenen Parteiabzeichen besonderes Prestige zu. Sämtliche Abzeichen der NSDAP zählen in der Bundesrepublik Deutschland als verfassungsfeindliche Propagandamittel. Ihre Herstellung, öffentliches Tragen oder Verbreiten ist verboten.

## Ehrenzeichen

### Verdienstauszeichnungen
- Goldenes Parteiabzeichen der NSDAP (1933)
- Parteiabzeichen der NSDAP für Ausländer
- Ehrentitel „Wehrwirtschaftsführer“ (1939)
- Dienstauszeichnung der NSDAP (1939)
- Ehrenzeichen „Pionier der Arbeit“ (1940)
- Deutscher Orden der NSDAP (1942)
- Dr.-Fritz-Todt-Preis (1944)

### Erinnerungsabzeichen
- Koburger Ehrenzeichen (1932)
- Blutorden (1933)
- Nürnberger Parteitags-Abzeichen 1929 (um 1933)
- Abzeichen des SA-Treffens Braunschweig 1931 (um 1933)
- Potsdam-Abzeichen der NSDAP
- Ehrenwinkel der Alten Kämpfer (1934)

- Traditions- und Gau-Abzeichen (Gauehrenzeichen):
  - Gemeinsames Ehrenzeichen für die Gaue Sachsen, Bayerische Ostmark, Franken, Halle-Merseburg, Hessen-Nassau, Magdeburg-Anhalt, Mecklenburg, Lübeck (1933)
  - Ehrenzeichen Berlin (1926)
  - Ehrenzeichen Baden (1933)
  - Ehrenzeichen Ostthüringen (1933)
  - Ehrenzeichen Osthannover (1933)
  - Ehrenzeichen Danzig-Westpreußen (1933)
  - Ehrenzeichen Essen (1935)
  - Ehrenzeichen Ostpreußen (1938)
  - Ehrenzeichen Thüringen
  - Ehrenzeichen Wartheland
  - Ehrenzeichen Sudetenland

### Abzeichen bestimmter Organisationen
- Diensteintritts-Abzeichen des Stahlhelms (1933)
- Silbernes Ehrenzeichen des NSD-Studentenbundes (1934)
- Goldenes Hitlerjugend-Ehrenabzeichen (1934)
- Ehrenzeichen der Technischen Nothilfe (1935)
- Ehrenplakette für die Mitglieder des Reichskultursenats (1936)
- Siegerabzeichen im Reichsberufswettkampf: Kreissieger, Gausieger, Reichssieger (1938)
- Ehrenzeichen der Reichsjugendführung der Hitlerjugend für verdiente Ausländer
- Ehrenzeichen des Jungsturms Adolf Hitler
- Frontbannabzeichen der SA-Gruppe Berlin-Brandenburg
- Scharnhorst-Traditionsabzeichen (um 1933)
- Ehrennadel der SS-Heimwehr Danzig (1939)

## Abbildungen

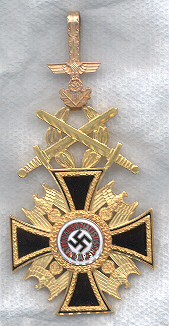
Deutscher Orden
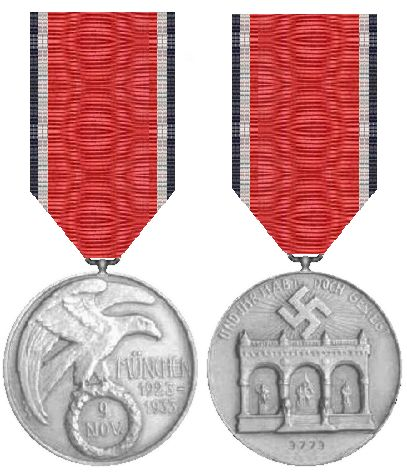
Blutorden
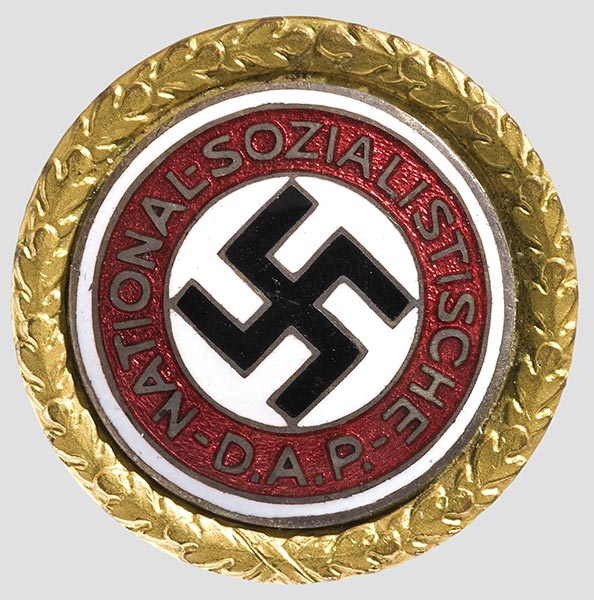
Goldenes Parteiabzeichen